# Чуприна Іван Арсентійович
Чуприна Іван Арсентійович (рос. Чупрына, Иван Арсентьевич; 17 грудня 1923 - 21 квітня 1987) - чабан радгоспу «Щорський» Криничанського району, Дніпропетровської області, Української РСР.

## Біографія
Чуприна Іван Арсентійович Народився 17 грудня 1923 року на території сучасної Дніпропетровської області (Україна). Українець.
Навчався у школі в рідному селі. З 1938 року працював на різних роботах у місцевому колгоспі.
У 1941 році призваний до Червоної Армії. Брав участь у бойових діях. Служив кулеметником зенітно-кулеметної роти 64-ї механізованої бригади. Воював на 
Сталінградському і 2-му Українському фронтах. Був легко поранений. Нагороджений медаллю «За відвагу»(25.05.1945).
Після демобілізації повернувся в Дніпропетровську область. Працював старшим чабаном кінного заводу радгоспу «Щорський». За успіхи в праці удостоєний звання «Майстер вівчарства». Постійно забезпечував рекордні показники по постригу овечої вовни. Неодноразово брав участь у роботі ВДНГ УРСР та ВДНГ СРСР.
Указом Президії Верховної Ради СРСР від 22 березня 1966 року за досягнуті успіхи в розвитку тваринництва, збільшенні виробництва м'яса, молока, яєць, вовни та іншої продукції Чуприні Івану Арсентійовичу присвоєно звання Героя Соціалістичної Праці з врученням ордена Леніна і золотої 
медалі «Серп і Молот».
Продовжував працювати чабаном у радгоспі.
Обирався делегатом XXIII з'їзду КПРС (1966).
Мешкав у селищі Гранітне, Затишненської сільради, Криничанського району, Дніпропетровської області. Помер 21 квітня 1987 року.

## Нагороди
- Герой Соціалістичної Праці
- Орден Леніна
- Орден Леніна
- Орден Жовтневої Революції
- Орден Вітчизняної війни
- Орден Червоного Прапора
- Медаль «За відвагу»